# Schleicher Electronic
Die Schleicher Electronic Berlin GmbH ist ein mittelständisches Unternehmen, das CNC-Steuerungssysteme für die Automatisierungstechnik entwickelt, produziert und vertreibt. Ein weiterer Produktbereich ist die funktionale Sicherheitstechnik.

## Kooperationen
Schleicher Electronic arbeitet mit Forschungseinrichtungen wie der Fraunhofer-Gesellschaft und der Technischen Universität Berlin zusammen. Außerdem ist das Unternehmen Mitglied im SERCOS International e. V., dem Herausgeber einer offenen, echtzeitfähige Schnittstelle für Antriebe, sowie der Component Obsolescence Group (COG Deutschland e. V.), einer Organisation, die sich mit der Nichtverfügbarkeit von Produkten auseinandersetzt und diese zu reduzieren versucht.

## Geschichte
Schleicher Electronic geht zurück auf die Schleicher Relais Werke, die 1937 in Berlin gegründet wurden. 1958 stellte das Unternehmen auf der erstmals veranstalteten Industriemesse in Hannover das Zeitrelais vor. Dieses war das damals weltweit erste multifunktionale Zeitrelais und wird aufgrund seiner rein elektromechanischen Basis noch vielfach verwendet. Elektromechanische sowie später elektronische Zeitrelais wurden und werden in großer Stückzahl weltweit verkauft und machten die Schleicher Relais Werke international bekannt.
1976 wurde bei Schleicher eine der ersten speicherprogrammierbaren Steuerungen (SPS) entwickelt und auf dem Markt eingeführt. 1983 wurde in Zusammenarbeit mit einem Fraunhofer-Institut ein NC-Kern entwickelt, den Schleicher Electronic vollständig übernahm. Das Unternehmen ist eines der wenigen CNC-Hersteller mit eigenem Software-Kern.

Älteres Logo

1986 erhielt das Unternehmen den Innovationspreis Berlin-Brandenburg für einen „Online Curve Interpolator“ zur Erzeugung von Freiformkurven (bei NC-Maschinen). 1988 fand die Einführung des CNC-RC-SPS-Systems „Promodul-U“ und 1989 die Markteinführung von Sicherheitsschaltgeräten statt. Die Fertigung wurde 1995 von Fließbandfertigung auf die damals neue Gruppenarbeit umgestellt.
Ab 2003 gehörte Schleicher Electronic zur Wieland-Gruppe. Wieland übernahm in dieser Phase für wesentliche Produktbereiche von Schleicher den Vertrieb in die Muttergesellschaft und verfolgte eine Reihe von Produktentwicklungen nicht weiter. Schleicher war in dieser Zeit im Wesentlichen ein Produktions- und Entwicklungsbetrieb und abhängig vom Vertrieb der Muttergesellschaft, bis diese das Unternehmen 2007 an die Aurelius AG verkaufte. Nach der Neuordnung und dem Ausbau des Vertriebs sowie der Etablierung auf dem asiatischen Markt verkaufte Aurelius das Unternehmen im Sommer 2013 an den Unternehmer Sven Dübbers.
Im Dezember 2014 nannte sich das Unternehmen im Zuge einer Neuaufstellung in Schleicher Electronic Berlin um. Im selben Jahr gründete Schleicher die Marke Schleicher Incubator Zoom Zone Labs (sizzl), über die Start-ups bei der Entwicklung von elektronischen Hardwareprodukten unterstützt werden. Außerdem trat das Unternehmen 2014 in den US-Markt ein.
Am 21. Juni 2019 meldete das Unternehmen Insolvenz an.

## Weitere Konzerngesellschaften
Die Schleicher Electronic Berlin GmbH ist eine Tochtergesellschaft der Schleicher Beteiligungs GmbH, neben der Schleicher Electronic Engineering GmbH und Schleicher E-Mobility GmbH. Alle vier Unternehmen haben ihren Sitz in Berlin.
Die Schleicher Electronic Engineering GmbH wurde 2014 gegründet und entwickelt Elektronikkomponenten aller Art für Unternehmen in verschiedenen Branchen. Dazu zählen vorrangig kundenindividuelle Lösungen.
Die Schleicher E-mobility GmbH ging aus der Übernahme des Produktportfolios chargeART der ART Antriebs- und Regeltechnik GmbH im Juni 2015 hervor. Das Unternehmen entwickelt und produziert Elektro-Ladestationen für die Elektromobilität inklusive der Steuerungstechnik.